# ジェフリー・スコット (建築史家)
ジェフリー・スコット（Geoffrey Scott、1884年6月11日 - 1929年8月14日）は、イングランドの学者および詩人であり、建築史家としても知られる。1925年に『ジーライドの肖像』と題されたイザベル・ド・シャリエールの伝記でジェイムズ・テイト・ブラック記念賞を受賞している。

## 背景
ロンドン・カムデン自治区のハムステッドで生まれたスコットは、イングランドのパブリックスクールであるハイゲート校に通い、その後はラグビー校やオックスフォード大学ニュー・カレッジに通った。ニュー・カレッジでは1906年にニューディゲイト賞を受賞している。まだ大学生だった頃に美術史家のメアリー・ベレンソンと仲良くなり、バーナード・ベレンソンのフィレンツェ「サークル」への入会を勧められた。1907年から1909年にかけてベレンソンに雇われ、建築家で庭園設計者のセシル・ピンセントとともにベレンソンのヴィラであるヴィラ・イ・タッティの庭園設計に携わった。この仕事をきっかけとして、他の庭園の仕事にも携わるようになった。また、そこで出会った経済学者のジョン・メイナード・ケインズとの親交も深まっていった。
1914年に『ヒューマニズムの建築』を出版し、その名声を広めた。1916年、最初の夫であるウィリアム・バイヤール・カッティング・ジュニアを1910年に亡くしたレディ・シビル・カッティング（1879年-1943年）と結婚した。レディ・シビルはアイルランド貴族および法廷弁護士の第5代デサール伯爵ハミルトン・カフの娘である。ハミルトン・カフは第4代ハーウッド伯爵ヘンリー・ラッセルズの娘である妻のレディ・マーガレット・ヨアン・ラッセルズとともに最後のキルケニー統監としての務めを果たした。末期の肺結核を患った最初の夫が「人々を不幸にさせるあらゆる国民感情から解放されたい。居場所がない処にアイリスを連れてきてくれ」という内容の手紙を認めた時、レディ・シビルは既にフィレンツェに到着していた。レディ・シビルと娘はフィレンツェに移住し、この都市で最も壮観なヴィラのひとつであるヴィラ・メディチを購入した。そこで彼女は近くのイ・タッティに住むバーナード・ベレンソンや、季節限定の居住者であるセシリア・マリア・ド・カンディアと親交を深めた。
1926年にスコット夫妻は離婚し、同年にレディ・シビルはパーシー・ラボックと再婚した。経験が殆どない中で、1923年から1925年にかけての詩人で作家のヴィタ・サックヴィル＝ウェストとのありそうもない恋愛が、スコットをその後の文芸制作に駆り立てたと示唆されているのである。
肺炎のためニューヨークで亡くなったのと同時期に、ジェフリー・スコットは伝記作家のジェイムズ・ボズウェルの文書群の編集者として留任が決まっていた。
また彼は小説家のイーディス・ウォートンの親友のひとりでもあった。

## 作品
- 『ヒューマニズムの建築: 趣味の歴史の研究』（1914年）
- 『絵具箱』（1923年）- 詩集
- 『ジーライドの肖像』（1925年）- イザベル・ド・シャリエール伝[5]
- 『詩集』（1931年）